# Sara pe deal

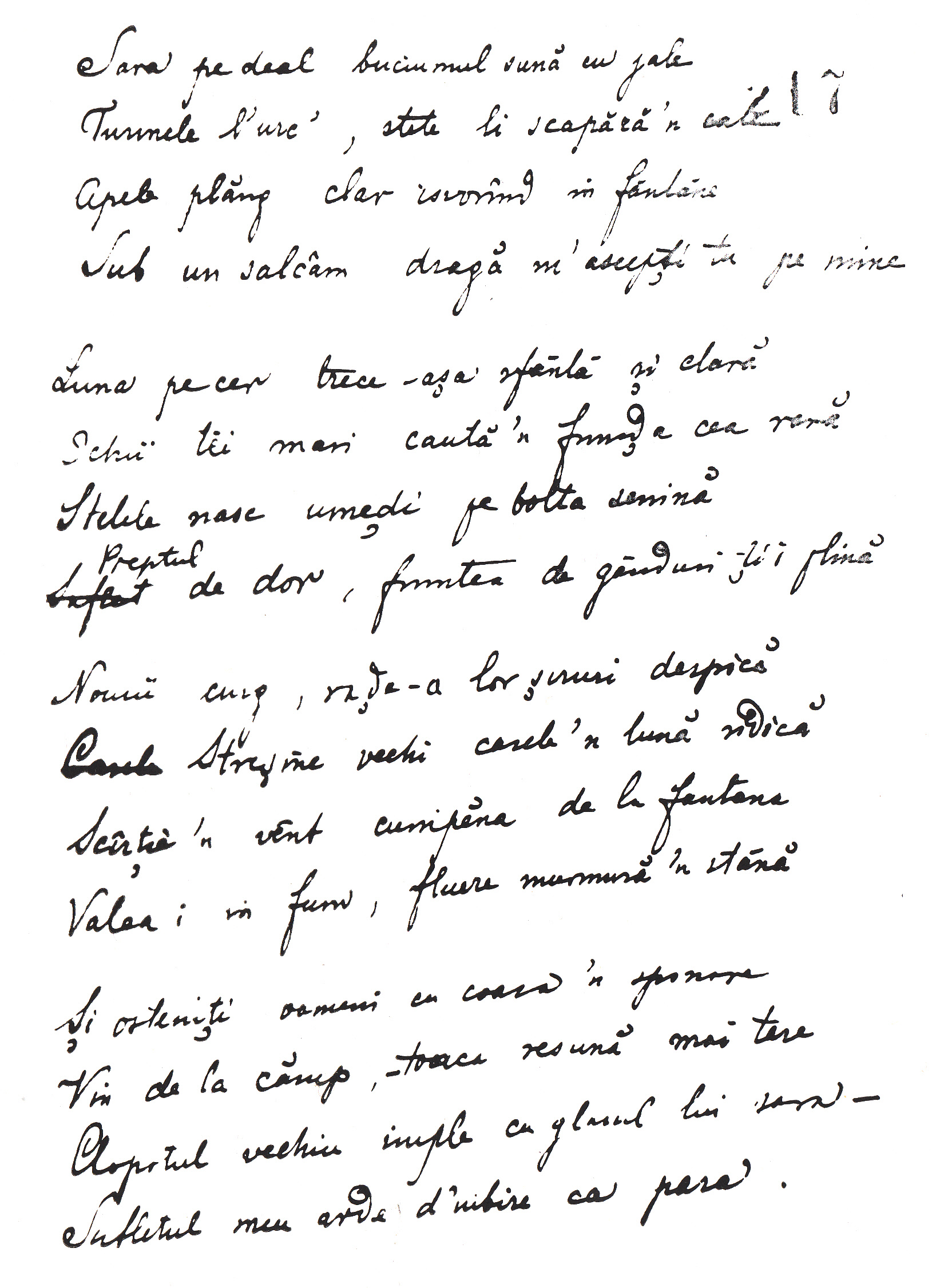
Sara pe deal

„Sara pe deal” este un poem al lui Mihai Eminescu publicat în revista „Convorbiri literare” în anul 1885, deși este datată anterior. După 1883, Mihai Eminescu nu a mai scris nimic din cauza bolii, însă prin publicarea acestei poezii, contemporanii lui au căzut (pentru scurt timp) pradă iluziei că poetul a reînceput să compună. În realitate, sub titlul de „Sara pe deal”, în revista ieșeană acum s-a tipărit un fragment dintr-o scriere din tinerețe, „Eco”, nepublicată până atunci.
Ca în orice operă lirică, ideea poetică centrală se referă la un sentiment, cel de dragoste, în strânsă legătură cu acesta fiind și sentimentele poetului exprimate în mod direct prin intermediul confesiunii. „Sara pe deal” este poemul dorului de dragoste, al visului pur. E visul tânărului care aspiră spre ideal. Mânat de dor, de o pornire adâncă venită din sine, el își imaginează, înaintea experienței, povestea iubirii pe care o trăiește ca pe o dorință aprinsă și statornică.
În poezie, un tânăr îndrăgostit își închipuie o poveste de iubire într-un cadru natural dominat de lăsarea amurgului. Este o imagine a unei experiențe care însă n-a avut loc. Cei doi îndrăgostiți ar urma să se întâlnească sub un salcâm care, asemenea teiului, e un arbore sacru al iubirii în poezia eminesciană. Într-un spațiu romantic, dominat de lună și de stele „ce nasc umezi pe polta senină”, tânărul intuiește prezența iubitei, care îl așteaptă plină de dor. Sentimentul de dragoste este pus în paralel cu imaginile din natură, care atribuie textului un aspect de pastel: pe măsură ce se lasă seara și agitația de peste zi se stinge, în acceași proporție cu starea sufletească a tânărului îndrăgostit se schimbă și sentimentele se amplifică.
Planul naturii se închide spre finalul poeziei, pentru a lăsa loc sentimentului arzător al iubirii. Cei doi, grăbindu-se unul spre celălalt, se vor întâlni sub salcâmul protector, unde își vor depăna povestea de dragoste. Cuprinși de euforie, descoperind cu nesaț iubirea, îndrăgostiții adorm copleșiți de fericire. Poate oare o întreagă viață să echivaleze cu o astfel de noapte bogată?